# سوق الجمة (بكيل المير)

تعديل مصدري - تعديل

سوق الجمة هي إحدى قرى عزلة العطن بمديرية بكيل المير التابعة لمحافظة حجة، بلغ تعداد سكانها 104 نسمة حسب تعداد اليمن لعام 2004.